# 李彬 (1971年)
李彬（1971年6月—），男，回族，青海民和人，中国共产党党员。中华人民共和国新疆维吾尔自治区基层干部、第十三届全国人民代表大会新疆维吾尔族自治区代表。

## 生平
2018年，李彬被选为新疆维吾尔族自治区出席第十三届全国人民代表大会代表。2021年时，李彬任巴音郭楞蒙古自治州库尔勒市铁克其乡党委副书记、下恰其村党支部书记。